# Allynbrook
Allynbrook är en by i delstaten New South Wales i Australien. Folkmängden uppgick till 217 år 2011.

## Kommunikationer
Allynbrook är belägen på vägen Allyn River Road.